# Gilbert Duprez
Gilbert Louis Duprez, francoski operni pevec tenorist, pevski pedagog in skladatelj, * 6. december 1806, Pariz, Francija, † 23. september 1896, Poissy, Francija.
Nastopal je v tenorskih vlogah najpomembnejših belkanto oper, mdr. je nastopil v vlogi Edgarda na krstni predstavi Donizettijeve opere Lucia di Lammermoor leta 1835.
Ukvarjal se je tudi s komponiranjem (napisal je nekaj komičnih oper), na Pariškem konservatoriju je poučeval solopetje (njegov najpomembnejši učenec je bil basist Pol Plancon).
1. ↑  État civil de Paris
2. ↑  rojstni list
3. ↑  data.bnf.fr: platforma za odprte podatke — 2011.
4. ↑  SNAC — 2010.
5. ↑  International Music Score Library Project — 2006.
6. ↑  Archives de Paris